# Most Franja Tuđmana w Dubrowniku

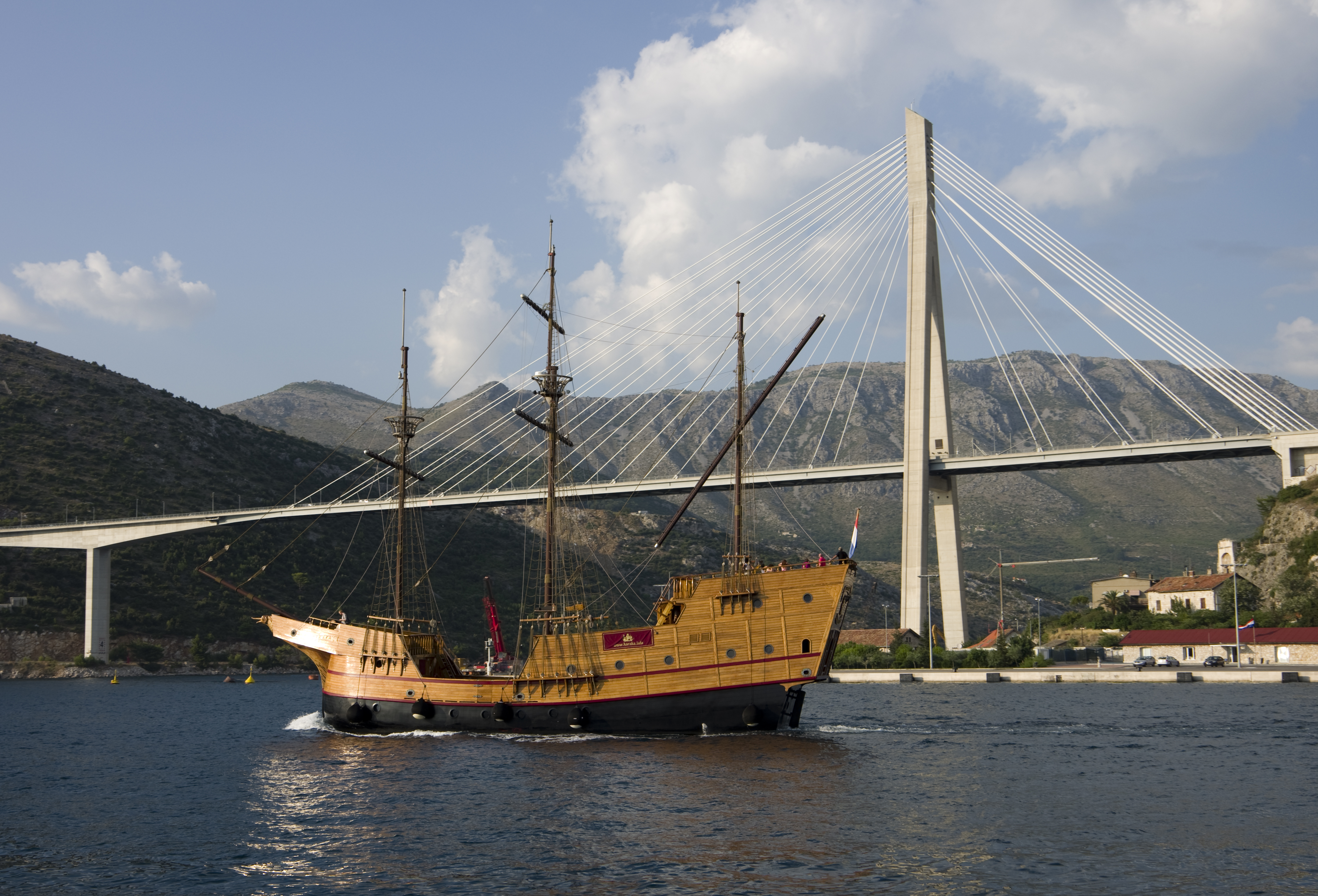

Most Franja Tuđmana (lub też Most Dubrovnik) łączy ze sobą brzegi zatoki Rijeki dubrovačkiej.

## Dzieje budowy
Idea budowy mostu przez Rijekę dubrovačką pojawiła się już w latach 80 XX wieku, a sama realizacja zaczęła się w 1989 roku budową dróg dojazdowych od wsi Lozica od zachodu oraz dubrownickiego przedmieścia Nuncijata od wschodniej strony.
Wojna domowa uniemożliwiła dalsze prace. W roku 1998 budowa mostu ruszyła ponownie, a zakończono go i dopuszczono do ruchu w maju 2002 roku.

## Nazwa
Nazwa mostu po jego wybudowania stała się przedmiotem sporu pomiędzy dwoma politycznymi stronnictwami. Spór ten wciąż trwa; obecnie po zachodniej stronie znajduje się tablica z napisem Most dr. Franja Tuđmana, podczas gdy po wschodniej z napisem Most Dubrovnik.

## Dane techniczne
Od zachodniej strony wybudowano wiadukt długości 66 m. Długość samego mostu wynosi 518 m., a jego wysokość 50 m.
Zanim wybudowano most, ruch wjazdowy do Dubrownika od strony zachodniej odbywał się Magistralą Adriatycką przez obszar Rijeki Dubrovačkiej. Dzięki budowie mostu droga ta skróciła się o około 9 kilometrów, co przyczyniło się do szybkiego rozwoju poddubrownickich osad: Lozica, Štikovica, Vrbica, Zaton i Orašac oraz gminy Dubrovačko primorje.

## Inne mosty o tej samej nazwie
- Most Franja Tuđmana Čapljinie
- Most Franja Tuđmana w Osijeku